# HMS Courageous (50)
El HMS Courageous fue un buque de guerra de la Royal Navy, construido inicialmente como un crucero de batalla y  posteriormente reconvertido en portaaviones.
Durante la Primera Guerra Mundial, estuvo asignado a la tercera escuadra de cruceros ligeros de la Grand Fleet, con la que participó en la segunda batalla de la Bahía de Heligoland, y con la que estuvo presente en la rendición de la Flota de Alta Mar de la Kaiserliche Marine alemana. Durante la Segunda Guerra Mundial, fue hundido por el submarino U-29 el 17 de septiembre de 1939, con lo que se convirtió en el primer buque de guerra británico en ser hundido durante el conflicto y en el primer portaaviones en ser hundido en una guerra en la historia.

## Historial de servicio

### Como crucero

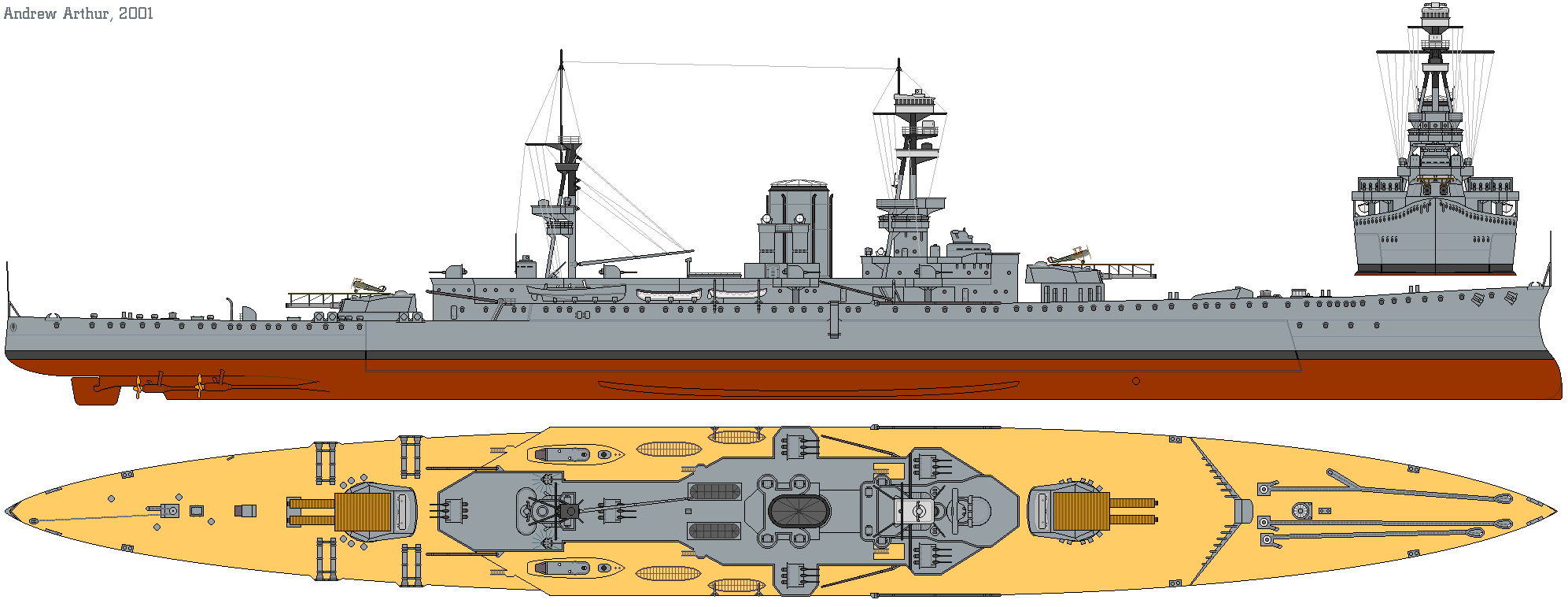
HMS Courageous como crucero.

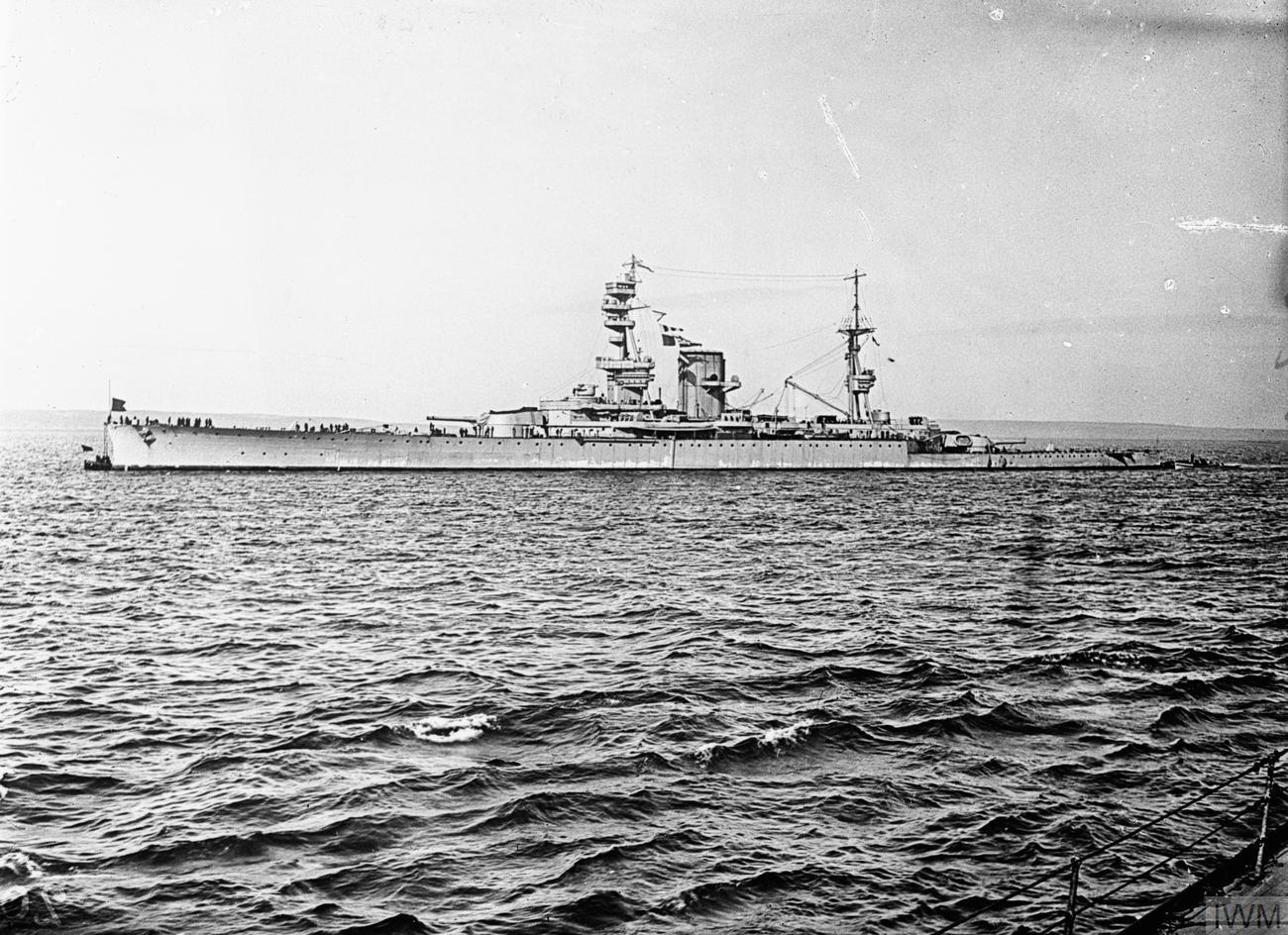
HMS Courageous después de haber entrado en servicio en 1916

El Courageous fue construido como crucero de batalla ligero -al igual que sus gemelos el Glorious y el Furious- siendo botado en febrero de 1916 y entrando en servicio 9 meses después, como buque insignia de la 3.ª división de cruceros de batalla. Participó en la batalla de Heligoland con sus barcos gemelos, sin sufrir daños. Después de la guerra, fue enviado a la reserva.

### Como portaaviones
En 1922, el Almirantazgo quiso que se transformara en portaaviones. La conversión comenzó en 1924 y terminó 4 años después. Con su nueva configuración, presentaba una doble cubierta de vuelo, la cubierta principal y otra más corta en el sector de proa, manteniendo esta configuración hasta 1935. El 5 de septiembre de 1939, el Couragous zarpó a las afueras de Portland para una misión de patrulla antisubmarina, la cual duró 9 días.

#### Hundimiento

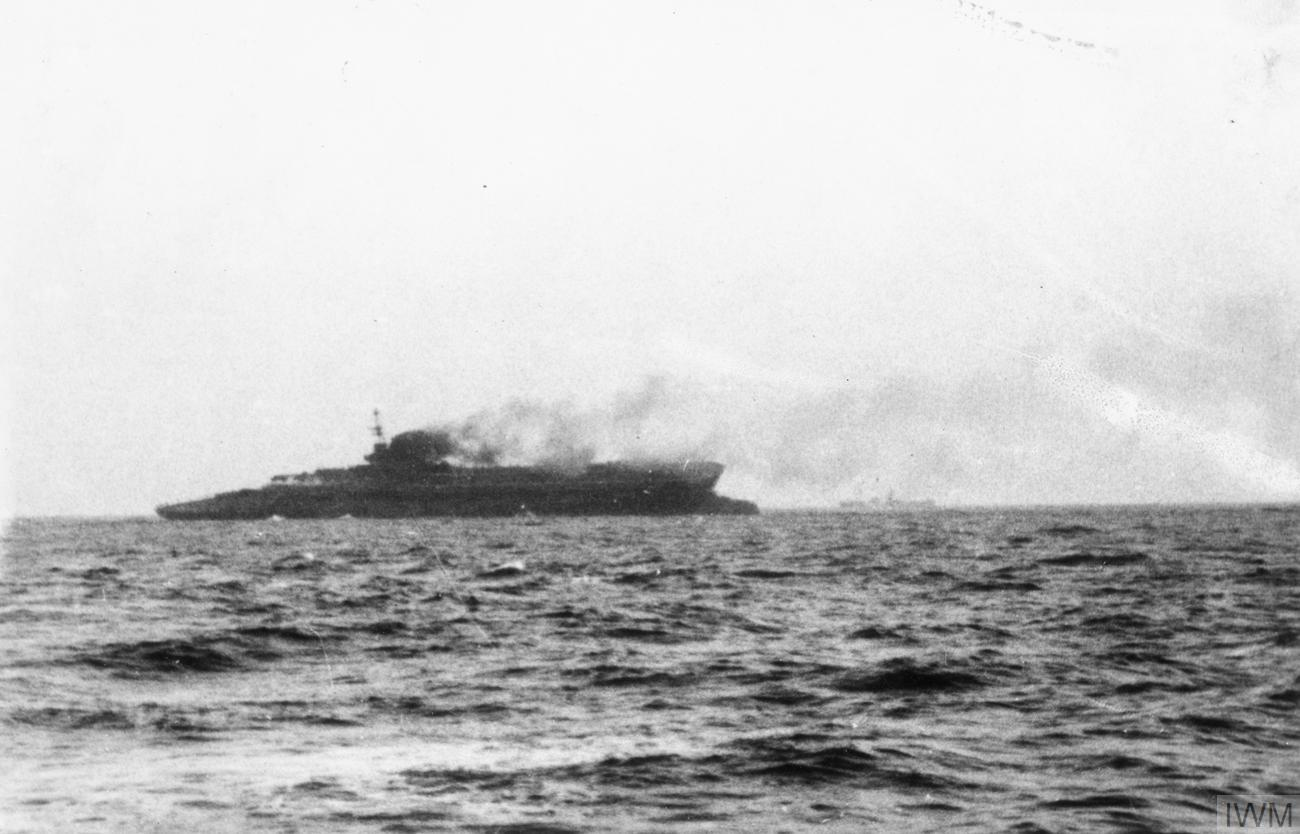
HMS Courageous, en llamas, comienza a hundirse después de ser torpedado por el U-29.

El 17 de septiembre de 1939, el Courageous partió para otra misión de patrulla, esta vez en Irlanda. Entonces el submarino U-29 comandado por Otto Schuhart entró en Irlanda y estuvo vigilando al Courageous durante más de 2 horas, hasta que, a las 12:24 de la mañana se posicionó en un buen punto de ataque. En ese momento, el Courageous detectó la presencia del U-29, pero ya era demasiado tarde para escapar. 
A las 12:26, Schuhart disparó el primer torpedo contra el Courageous, el cual impactó en pleno centro, dañando gravemente al generador de potencia, matando a todos los tripulantes que estaban en esta zona y dejando sin electricidad al barco a la vez que este desarrolló una escora de 10° a estribor. Posteriormente Schuhart disparó otros 2 torpedos de los cuales uno impactó en la popa y destruyó 3 de las 5 turbinas y redujo la velocidad del barco de 31 a 23 nudos, y el otro impactó en el costado derecho de la banda de estribor, haciendo explotar un depósito de queroseno. 
El Courageous volcó y se hundió a las 12:33; más de 518 tripulantes se hundieron con él. Schuhart y sus hombres volvieron a Alemania y fueron recibidos como héroes.